# Yampará
Yampará (Yanpará), stari indijanski narod koji je živio u blizini današnje Chuquisace u Boliviji. Ovamo su možda došli kao mitimaes (kolonisti), što je bila kolonijalna politika Inka.
Njihovi potomci danas su po svoj prilici Indijanci koji žive u gradu Tarabuco, i možda Tuero i Yotala. Ime se sačuvalo i u nazivu provincije Yamparaez (kojoj je Tarabuco glavni grad) u departmanu Chuquisaca.